# Mara Luquet
Mara Célia Oliveira Luquet de Freitas Amorim (Rio de Janeiro, 24 de novembro de 1965), conhecida como Mara Luquet, é uma jornalista, escritora e empresária brasileira especializada em finanças e economia. Trabalhou nos principais veículos de comunicação do Brasil, tendo ficado por quase duas décadas em empresas do Grupo Globo. É fundadora do MyNews, lançado em 2018 e considerado referência mundial em jornalismo no YouTube.

## Biografia
Mara Luquet é formada em jornalismo pela Universidade Gama Filho. De 2000 a 2018, trabalhou na rádio CBN, tendo comandado o programa O Assunto é Dinheiro. De 2011 a 2017, apresentou um quadro de finanças no Jornal da Globo e no SPTV. Ela também atuou como comentarista no programa Em Pauta, do canal pago GloboNews, até julho de 2017, quando demitiu-se para fundar, ao lado de Antônio Tabet, o MyNews, um canal no YouTube de jornalismo independente.
Trabalhou como editora de investimentos e carreira no jornal Valor Econômico, na Revista Veja e na Folha de S.Paulo, tendo criado e editado o caderno Folha Invest. Foi repórter da Gazeta Mercantil e da Revista Exame. Também foi colunista da TV Cultura. 
É autora de diversos livros, com destaque para Infidelidades Financeiras - Crônicas de uma voyeur e A formiga Emília e a economia. Em parceria com Carlos Alberto Sardenberg, escreveu dois livros O Assunto É Bolsa e O Assunto é Dinheiro, ambos publicados pela Saraiva. Também é autora de três guias no Valor Econômico: de Finanças Pessoais, de Mercado de Ações e de Planejamento da Aposentadoria, todos pela Editora Globo. Pela editora LeYa lançou o livro Muito Além do Voo, escrito em parceria com o neurocientista e instrutor de voo livre Ruy Marra, lançado pela em outubro de 2015. Luquet é sócia da editora Letras & Lucros.

## Obra
- O Assunto é Bolsa;[7]
- O Assunto é Dinheiro;[11]
- Guia Valor Econômico de Planejamento da Aposentadoria, (2001);[12]
- Gestores de Fortunas: Histórias Reais de Sucesso no Mercado Financeiro, (2002);[13]
- 20 Lições Essenciais Para Ter as Contas em Dia, (2007);[14]
- Guia Valor Econômico de Finanças Pessoais, (2007);[15]
- Meninas Normais Vão ao Shopping, Meninas Iradas Vão à Bolsa, (2011);[16]
- Mara Luquet - O Meu Guia de Finanças Pessoais, (2012);[17]
- A formiga Emília e a economia (2015);[6]
- Muito Além do Voo, (2016);[18]
- Tristezas não Pagam Dívidas, (2017);[19]
- Infidelidades Financeiras - Crônicas de uma voyeur (2020).[5]